# Bylica piołun

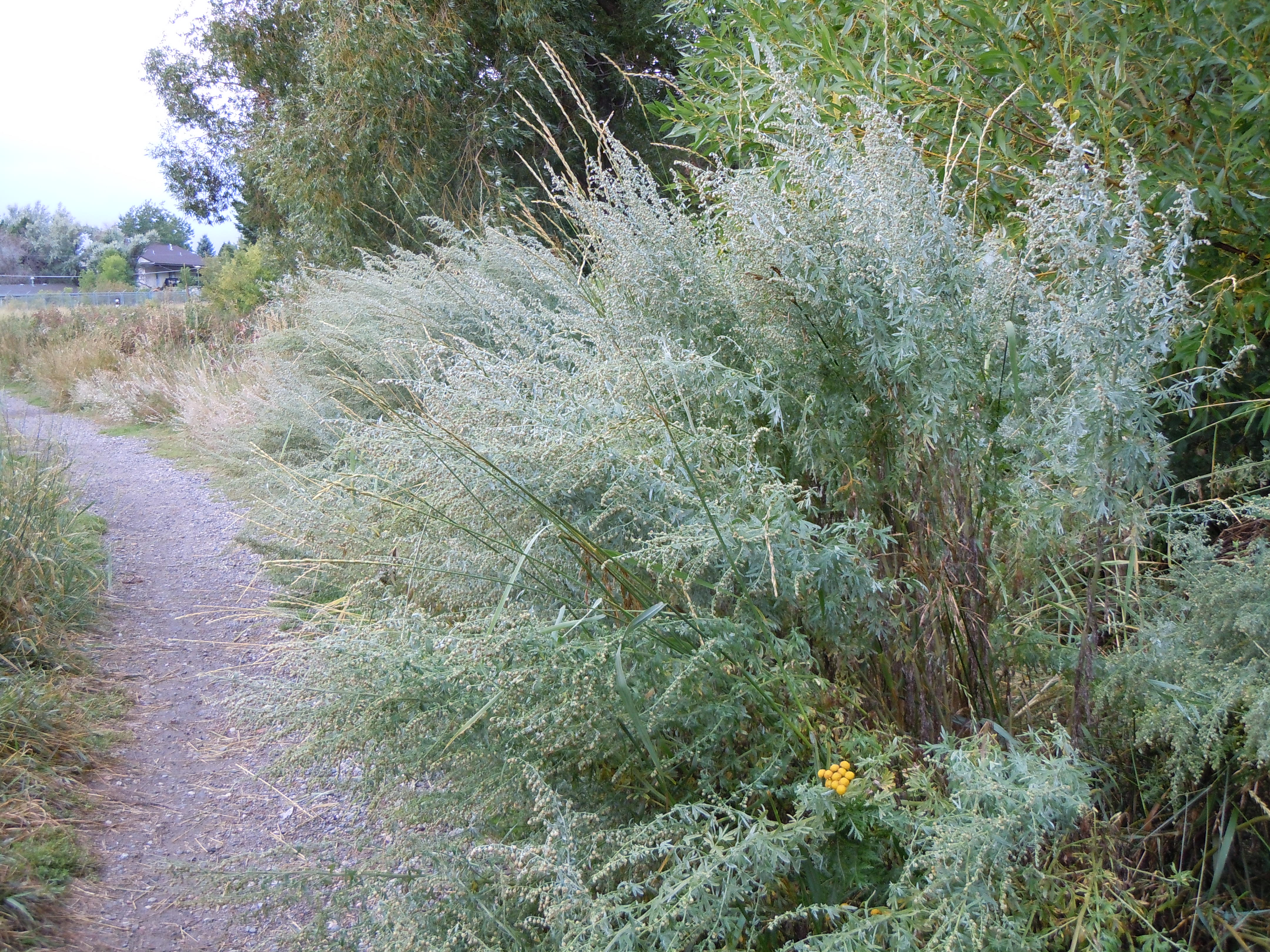
Pokrój

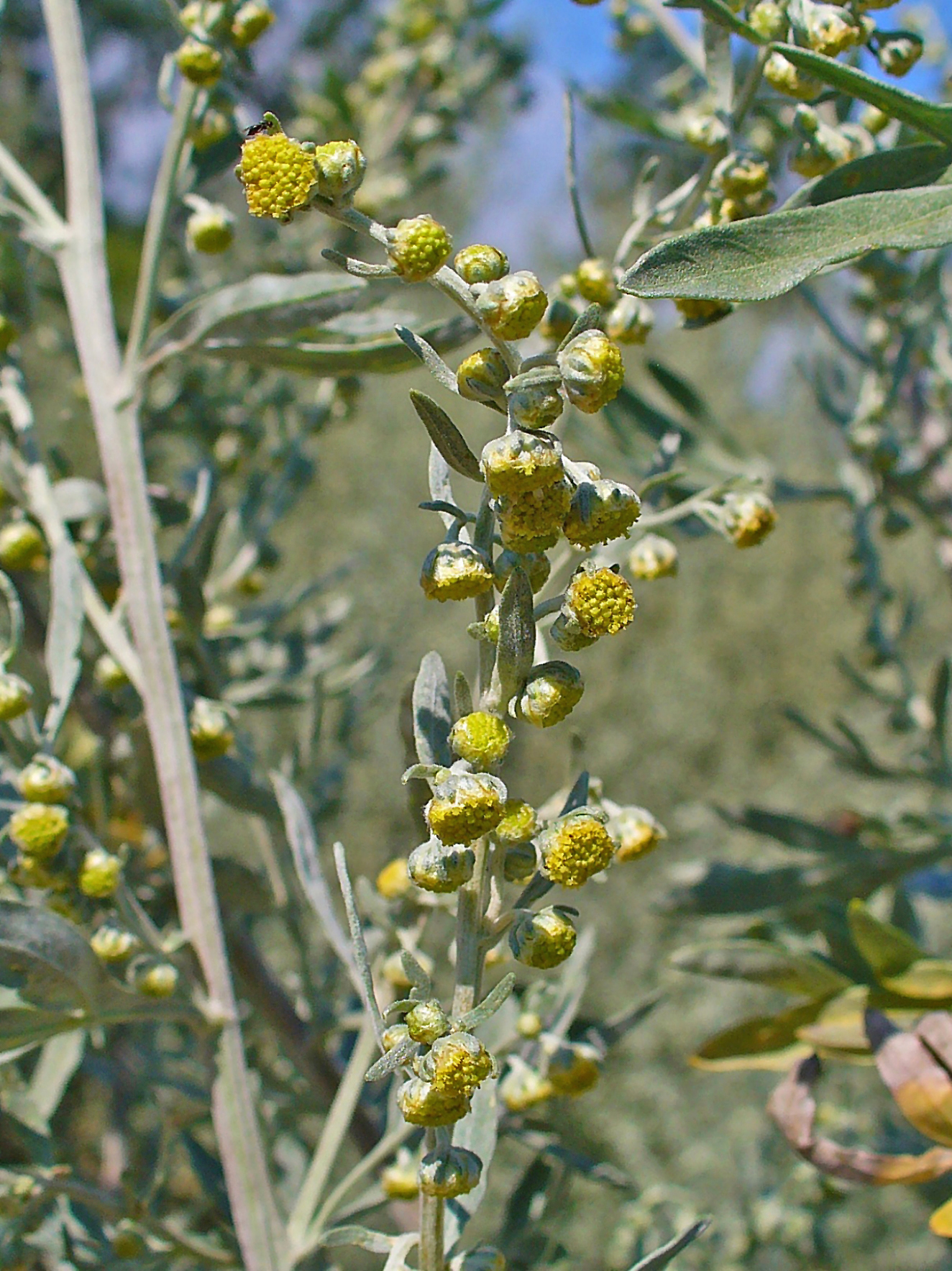
Kwiatostan

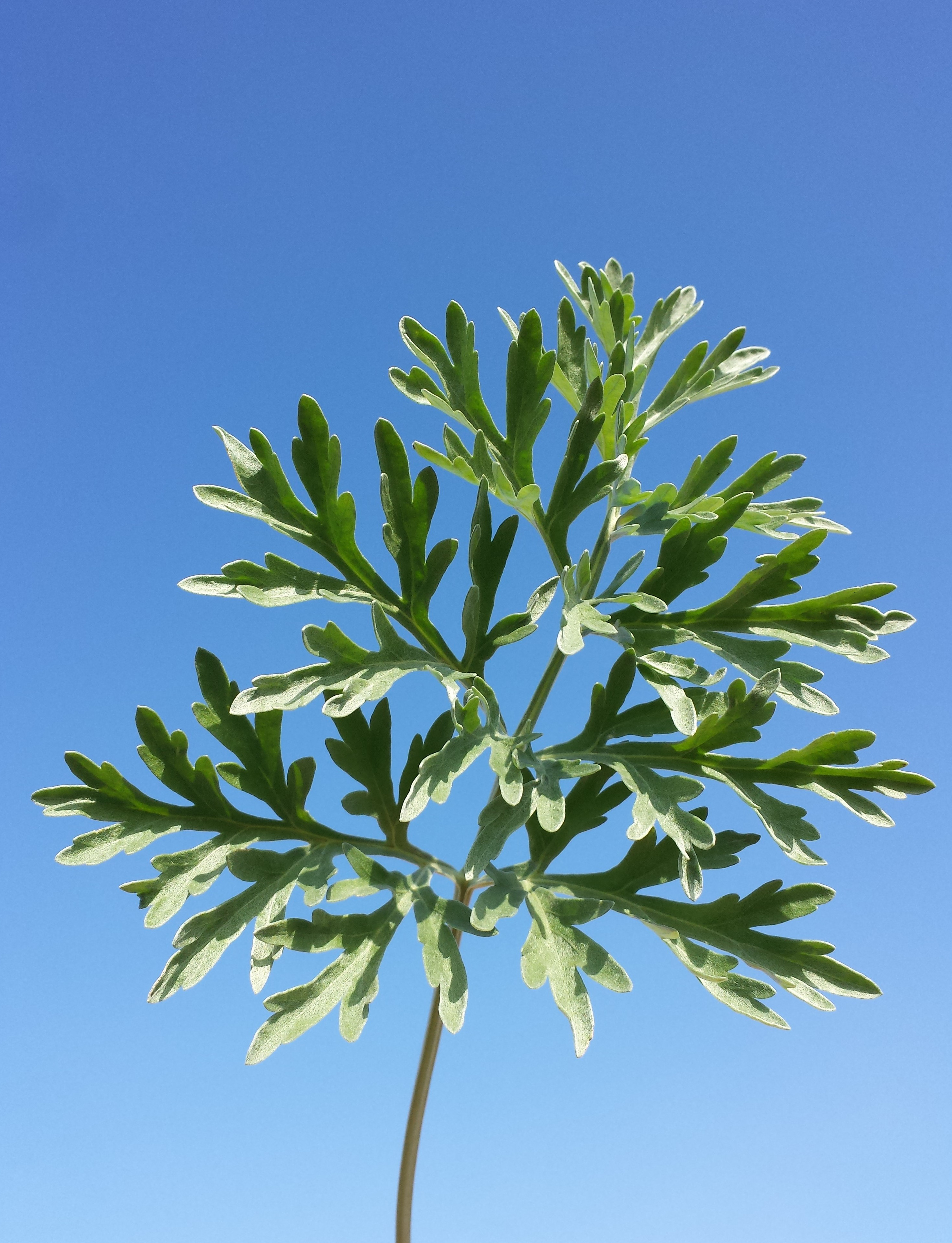
Liść

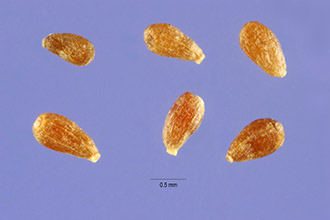
Nasiona

Bylica piołun, piołun, psia ruta, absynt, wermut, bielica piołun, bilica piołun (Artemisia absinthium L.) – gatunek rośliny z rodziny astrowatych (Asteraceae). Współcześnie szeroko rozprzestrzeniony na świecie, ale pierwotnie rodzimy w rejonie Morza Śródziemnego oraz zachodniej i środkowej Azji. W Polsce jest pospolity z wyjątkiem obszarów górskich. We florze Polski ma status archeofitu.

## Morfologia
ŁodygaBruzdkowana, z czasem jej nasada drewnieje, silnie rozkrzewiona, tworząca kępy, dorasta od 0,6 do 1,1 m wysokości. Łodyga i liście mają srebrno-szare, filcowate owłosienie. Część łodygi w obrębie kwiatostanu jest zielonawoszara, owłosiona, o średnicy do 2,5 mm i ma zwykle 5 spłaszczonych, podłużnych bruzd. Roślina wytwarza krótkie, płytkie podziemne kłącza i nad ziemią krótkie rozłogi.
KorzeńProsty i gruby.
LiścieSzarawe lub zielonawe liście są gęsto, obustronnie filcowato owłosione. Liście odziomkowe mają długie ogonki i trójkątną lub owalną dwu- lub trzykrotnie pierzastosieczną blaszkę o lancetowatych, całobrzegich, tępych lub zaostrzonych odcinkach. Górne liście są siedzące.
KwiatyKoszyczek – drobny, kulisty, zwisający, zawierający wyłącznie kwiaty rurkowate, drobne i żółte. Koszyczki są kuliste lub półkuliste, spłaszczone, o średnicy 2–4 mm, otoczone szarą, owłosioną okrywą z zewnętrznymi listkami równowąskimi, wewnętrznymi jajowatymi o tępych szczytach i błoniastych brzegach. Dno kwiatostanowe posiada bardzo długie plewinki, o długości do 1 mm lub dłuższe, z licznymi żółtymi, rurkowatymi, obupłciowymi kwiatami wielkości około 2 mm i kilkoma żółtymi kwiatami języczkowatymi. Koszyczki zebrane są w boczne grona, te z kolei tworzą wąską wiechę złożoną.
OwoceOdwrotnie jajowate, brązowo paskowane niełupki o długości ok. 1 mm i szerokości 0,5 mm.

## Biologia i ekologia
RozwójBylina, chamefit. W pierwszym roku z nasiona wyrasta tylko różyczka liściowa, w następnym roślina wytwarza pęd. Kwitnie od lipca do września. Kwiaty są przedprątne, bez miodników, zapylane przez błonkówki. Nasiona rozsiewane przez wiatr (anemochoria). Rozmnaża się także wegetatywnie przez kłącza.
SiedliskoRoślina ruderalna. Zwykle rośnie w miejscach suchych i nasłonecznionych, porasta kamieniste zbocza, przydroża, rumowiska, tereny kolejowe. W klasyfikacji zbiorowisk roślinnych gatunek charakterystyczny dla O. Onopordetalia, Ass. Potentillo-Artemisietum.
GenetykaLiczba chromosomów 2n = 18.
Oddziaływania międzygatunkoweNa pędach bylicy pasożytują niektóre gatunki grzybów: Puccinia tanaceti, Mycovellosiella ferruginea, Golovinomyces artemisiae, Phomopsis oblita.

## Zmienność
W roku 1868 przez Antoniego Rehmana została opisana bylica piołun w odmianie pienińskiej (Artemisia absinthium L. var. calcigena Rehm.) występująca jako endemit w kilku populacjach na obszarze polskich Pienin. Swoistość tych populacji jest powodem kwestionowania statusu archeofitu i uznawania gatunku za rodzimy dla Polski.

## Zastosowanie

### Roślina lecznicza

#### Surowiec zielarski[9]
Ziele piołunu (Herba Absinthii) – odziomkowe liście lub słabo ulistnione, kwitnące szczyty pędów bądź ich mieszanina, wysuszone całe lub rozdrobnione narządy. Surowiec powinien zawierać nie mniej niż 2 ml/kg olejku eterycznego.

#### Składniki chemiczne
Liście piołunu zawierają gorzkie glikozydy m.in. absyntynę, anabsyntynę i artabsynę; związki kumarynowe: izofraksydynę, skopolinę, kalikantozyd oraz olejek lotny zawierający głównie tujon. Ponadto w roślinie występują: tujol, kandinen, azulen, felandren, chamazulen, cyneol, garbniki, żywice, kwasy organiczne, a w kwiatach flawonoid – artemityna. Badanie składu piołunu na podstawie analizy 13 próbek absyntu sprzed roku 1915 wykazało, że składniki aktywne nie były dawniej obecne w piołunie w istotnie większych stężeniach niż obecnie.

#### Działanie toksyczne
Piołun działa trująco na człowieka oraz konie, bydło i owce. Toksyczny jest głównie tujon, w mniejszym stopniu inne składniki oleju eterycznego i glikozydy. Tujon wzmaga czynność kory mózgowej, powoduje niepokój ruchowy i podniecenie psychiczne mogące prowadzić do psychoz. Nadto izomer tujonu – absyntol – działa silnie drażniąco. Piołun spożyty działa głównie na układ nerwowy, w mniejszym stopniu ciśnienie krwi.
Ostre zatrucia u człowieka charakteryzują drgawki pochodzenia korowego. Izomer tujonu – absyntol – powoduje drgawki i utratę przytomności, a także działa silnie drażniąco. Niegdyś częste przewlekłe zatrucia u człowieka wywołane głównie spożywaniem zawierających dodatek piołunu nalewek alkoholowych i wermutów zwano absyntyzmem. Charakteryzować go miały: zaburzenia psychiatryczne i neurologiczne, w tym napady drgawek. Z tego powodu destylowana nalewka z piołunu zwana absyntem lub piołunówką była zakazana w wielu krajach m.in. Francji, Niemczech, Włoszech. Zakaz ten został złagodzony dzięki dyrektywie EWG z roku 1988 i sprowadza się dziś w wielu krajach do ograniczenia stężenia tujonu w sprzedawanym absyncie do 35 mg/l (natomiast niektóre tzw. esencje absyntowe służące do produkcji absyntu zawierają nawet 750 mg/l) .
Od XIX wieku kwestią sporną było samo istnienie absyntyzmu, czy raczej na ile jest on wynikiem toksycznego oddziaływania dodawanego do alkoholu wyciągu z piołunu lub jednego z jego głównych biologicznie aktywnych składników – tujonu, a na ile nadużywania samego alkoholu, gdyż objawy jednego i drugiego były nieidentyczne, ale podobne. W publikacjach z początku XXI w. przeważa opinia, że absyntyzm był raczej skutkiem nadużywania alkoholu niż zawartości w nim tujonu, o ile stężenie tujonu nie przekroczyło progu neurotoksyczności .
U zwierząt małe dawki olejku powodują drżenie mięśni, duże dawki szczękościsk, konwulsje, zaburzenia oddechu; objawy te ustępują i nawracają. Dawka śmiertelna dla koni wynosi 0,25–0,3 kg siana piołunu, częstsze zatrucia przewlekle zdarzają się przy 2% dodatku do siana. Suszenie nie zmniejsza toksyczności ziela piołunu.
Absyntyna przechodzi do mleka kobiecego, a także mleka krów, kóz, owiec i klaczy nadając mu gorzki smak. Gorzki smak i charakterystyczny zapach ma również mięso zwierząt karmionych paszą z domieszką piołunu. Nie należy w efekcie ani spasać zwierząt na pastwiskach porośniętych piołunem, ani karmić ich sianem z tym zielem.
Przy stosowaniu preparatów z piołunu w celach leczniczych wielkość dawki musi wyznaczać lekarz.

#### Działanie lecznicze

##### Przy zastosowaniu wewnętrznym
Piołun poprzez swoją gorycz pobudza funkcje wydzielnicze przewodu pokarmowego, zwiększa apetyt, a dzięki olejkom eterycznym działa żółciopędnie i spazmolitycznie – stąd też napary z ziela i nalewkę z piołunu stosowano w bardzo niewielkich dawkach w bezsoczności i niedokwaśności soku żołądkowego, niestrawności, niedostatecznym wytwarzaniu żółci i braku apetytu. Piołun działa też odkażająco oraz jest środkiem przeciwrobaczym. Przeciwwskazaniami do wewnętrznego stosowania piołunu były ostre stany zapalne przewodu pokarmowego, np. zapalenie wyrostka robaczkowego i sprzyjające krwawieniu, m.in. żylaki odbytu oraz ciąża (w badaniach na zwierzętach stwierdzono, że tujon wywołuje napady konwulsji u osobników żeńskich przy dwa razy mniejszej dawce niż u męskich), karmienie piersią. Leczenie można było prowadzić tylko niewielkimi dawkami i przez krótki czas. Dawniej nalewki i napary z piołunu stosowano również w neurastenii. Stosowanie środka neurotoksycznego do leczenia nerwów nie jest dziwne, gdyż podobnie jak złożony jest skład chemiczny piołunu, tak też skomplikowane jest jego działanie, np. jest zarówno toksyczny dla nerwów, jak i je chroni.

##### Przy zastosowaniu zewnętrznym
Odwar z ziela można także stosować zewnętrznie przy zwalczaniu pasożytów skóry (wszy, świerzbowce), gdyż działa na nie toksycznie. W tym celu stosowano też gotowe preparaty zawierające piołun (np. zawierające nalewkę z bylicy piołunu, wrotyczu pospolitego i ocet). Używany przy owrzodzeniach i ranach. Stosowany w postaci naparu jako lewatywa zwalcza owsicę i glistnicę.
Napary z ziela dodawano do kąpieli przy chorobach reumatycznych. Napar z piołunu (mimo że nie zawiera saponin), stosunkowo szybko zmywa tłuszcz, smar i olej z rąk.

#### Oddziaływanie klimatyczne
Przebywanie w okolicach porośniętych piołunem ma łagodzić duszności u niektórych chorych na astmę.

### Roślina jadalna
Piołun wykorzystywany jest jako przyprawa. Znano ją już w starożytnym Egipcie (wspominana m.in. w papirusie Ebersa ok. 1550 r. p.n.e.), Grecji i Rzymie. Ze względu na intensywny gorzki smak i silny aromat jako przyprawę stosuje się go rzadko i w małych ilościach. W średniowieczu wykorzystywany był czasem do aromatyzowania piwa (w Bawarii używany był jako zamiennik chmielu) i miodów pitnych. Obecnie służy głównie do sporządzania gorzkich likierów żołądkowych i przy produkcji białych win aromatyzowanych ziołami – wermutów – oraz do aromatyzowania wódek. Najbardziej znanym alkoholem wyrabianym z piołunu jest absynt. Z racji wywoływania absyntyzmu absynt był zakazany w wielu krajach, m.in. Francji, Niemczech, Włoszech. Zakaz ten został złagodzony dzięki dyrektywie EWG z roku 1988 i sprowadza się dziś w wielu krajach do ograniczenia stężenia tujonu w sprzedawanym absyncie do 35 mg/l. W Maroku pija się herbatę z piołunem używanym jako zamiennik mięty w okresie zimowym.

### Roślina używkowa
Liście piołunu zawierają m.in. absyntynę (gorycz glikozydową), anabsyntynę i olejek lotny zawierający głównie tujon. Pite w formie nalewki lub palone, najczęściej w formie ekstraktu, wykazują lekkie działanie psychodeliczne. W XIX wieku w kręgu cyganerii francuskiej modne było picie alkoholu na bazie piołunu – absyntu.

### Inne zastosowania
- Najczęściej piołun stosowano dla odstraszenia moli od ubrań a innych owadów od miejsc nocnego spoczynku, w którym to zastosowaniu miał dodatkową zaletę, gdyż wetknięty pod poduszki miał działać usypiająco[49][50].
- Dawniej dodawano wyciągów z piołunu do atramentu, by uchronić bardzo drogie wówczas książki przed myszami i owadami[51], a w pasiekach sadzono piołun dla zapobiegania chorobom pszczół[52].
- Używany był do barwienia tkanin, m.in. z wełny na żółto; a z dodatkiem soli albo siarczanu żelazowego na różne odcienie zieleni (oliwkowy i seledynowy)[53].
- Dzięki atrakcyjnym liściom jest wykorzystywany w tworzeniu wiązanek i bukietów[12].
- Naparu z bylicy używano do usuwania tłuszczów i smarów z odzieży i ciała[12].

## Odniesienia w kulturze

### W sztukach plastycznych

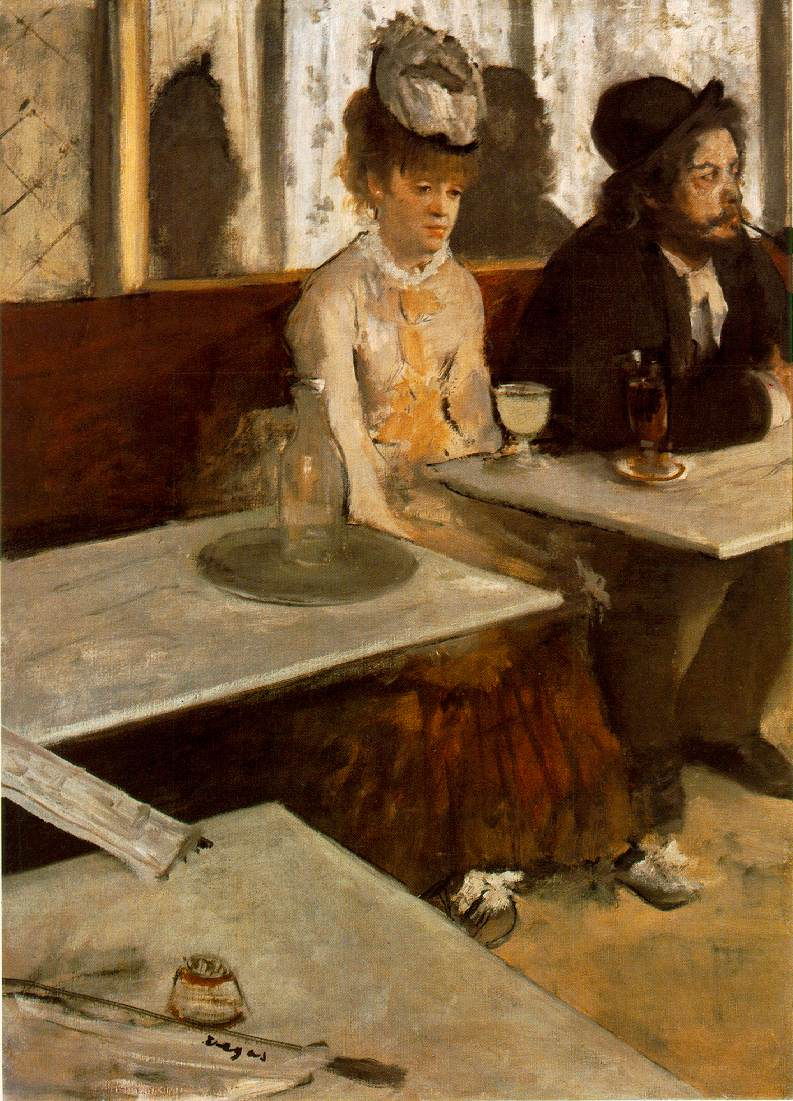
Edgar Degas Dans un café obraz zwany jest także l’Absinthe 1873, obecnie w zbiorach Musée d’Orsay w Paryżu

- Jeden ze znanych obrazów Edgara Degasa pt. Absynt przedstawia zobojętniałą kobietę i pustą butelkę absyntu.

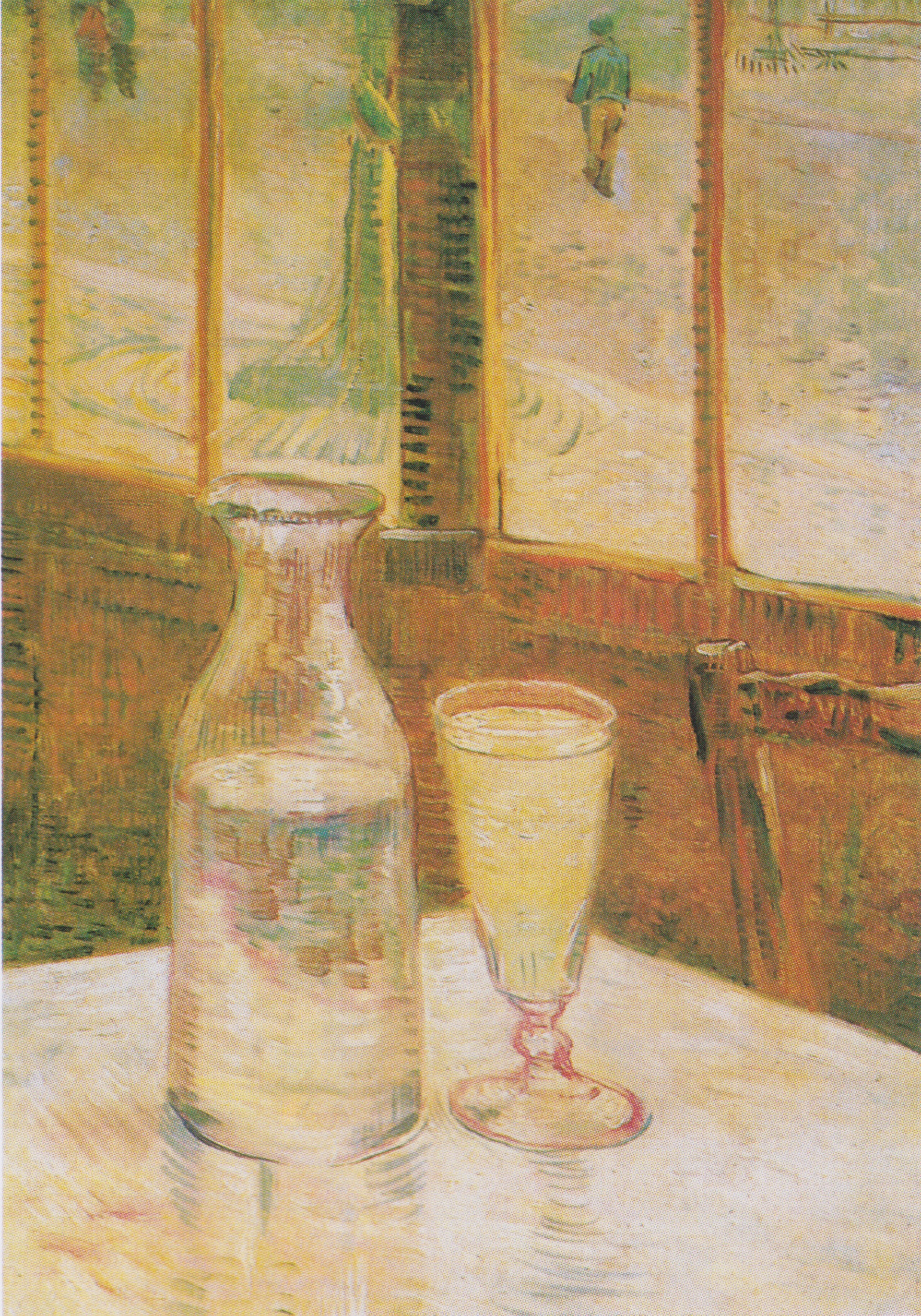
Vincent van Gogh Still Life with Absinthe 1887, obecnie w zbiorach Muzeum Vincenta van Gogha w Amsterdamie

- Vincent van Gogh martwa natura z absyntem Still Life with Absinthe (Paryż 1887). Obraz pokazuje jedną z paryskich kawiarni, w których absynt był podawany, kielich z absyntem i podawaną doń karafkę z wodą[23] .

### W literaturze
- W Biblii piołun wymieniany jest kilkakrotnie (Księga Powtórzonego Prawa 29,17; Księga Przysłów 5,04; Księga Jeremiasza 9,14; 23,15; Lamentacje 3,15 i 19; Księga Amosa 5,07; 6,12; Apokalipsa św. Jana 8,11) i jest zawsze symbolem goryczy. Podobnie w literaturze nieodwołującej się do Biblii piołun jest symbolem goryczy[54].

### W wierzeniach ludowych
Piołun był jedną z roślin używanych do przystrajania zmarłych i ich trumien, często z poświęconych palm wielkanocnych, wianków z oktawy Bożego Ciała, wiązanek na Matkę Boską Zielną itp., w których skład często wchodził piołun, dla, wedle wierzeń ludowych, zabezpieczenia zmarłego. M.in. piołunem (zarówno poświęconym, jak i niepoświęconym) okadzano domy zmarłych po wyprowadzeniu zwłok, żeby nie było czuć trupa; aby nie było swądu od zmarłego. Piołun palono w ogniskach w wigilię św. Jana w Tatrach i innych regionach Polski. Piołun w wierzeniach ludowych był amuletem.